# Kraszimir Sztojanov
Kraszimir Mihajlov Sztojanov (bolgárul: Красимир Михайлов Стоянов) (Várna, 1961. január 24. –) bolgár pilóta, űrhajós, ezredes. Angol írással Krasimir Mikhailov Stoyanov.

## Életpálya
1984-ben diplomázott a bulgáriai katonai légierő főiskoláján. Polgári foglalkozásként tanári oklevelet kapott. 1986-ig vadászrepülő-pilótai, majd berepülőpilótai szolgálatot teljesített. 1986-ban a második bolgár űrrepülőpáros tagjának választották. 1987-1988 között kapott űrhajós kiképzést. Interkozmosz küldetés volt a Mir űrállomásra, melynek keretében Bulgáriát Alekszandar Alekszandrov űrhajós képviselte, Sztojanov tartalék kutatópilóta volt.

## Űrrepülés
- Szojuz TM–5 – tartalék kutatópilóta